# Bolg
Bolg is een personage uit het werk van J.R.R. Tolkien
Bolg was een ork en de zoon van Azog, die door Dáin IJzervoet in de Slag van Azanulbizar, aan het einde van de oorlog tussen de dwergen en de orks, werd gedood.
In het jaar 2941 voerde hij een groot leger van orks en wargs aan in de Slag van Vijf Legers, waarin hij, in de film, door Legolas werd gedood. In het boek is dat echter Beorn.